# Dejmijen Herst
Dejmijen Herst (енгл. Damien Hirst; rođen 7. juna 1965) je engleski umetnik iz talasa Mladih britanskih umetnika (engl. Young British Artists ili YBAs). Tokom devedesetih dominirao je engleskom kulturnom scenom.

## Dela i kolekcije
Najpoznatija kolekcija Herstovih dela je Prirodna istorija (engl. Natural History) koja se sastoji od mrtvih životinja (krava, ovaca, ajkula itd.), ponekad isečenih i postavljenih u staklene vitrine i bazene napunjene formalinom.
Najpoznatije delo iz ove serije je Fizička nemogućnost smrti u umu nekog živog (engl. The Physical Impossibility of Death in the Mind of Someone Living). Delo je u stvari mrtva ajkula duga 3,6 m postavljena u vitrinu sa formalinom. iz iste serije je i delo In his infinite wisdom – zapravo u formalin uronjeno deformisano telo krave.
Tokom devedesetih Herst je imao odličnu saradnju sa kolekcionarem Čarlsom Sačijem, no ta saradnja je obustavljena u 2003.

## Najskuplji umetnik današnjice
Fizička nemogućnost smrti u umu nekog živog ga je 2002. učinila drugim najskupljim umetnikom današnjice, a u junu 2007, Herst je postao najskuplji umetnik današnjice prodajom Bajkovitog proleća (engl. Lullaby Spring) za 9,65 miliona funti

## Charles Saatchi
1991, Charles Saatchi je ponudio da sponzoriše Herstova dela ma kakva on hteo da napravi, i kao rezultat je bio vidljiv 1992 u prvoj izložbi britanskih mladih umetnika u Saatchi Galeriji u severnom Londonu. Herstovo delo pod nazivom "Physical Impossibility of Death in the Mind of Someone Living" ili fižička nemogućnost smrti u umu živoga" je bila ajkula u vitrini ispunjenoj formaldehidom, koja je prodata za 50 000 funti. Ajkula je ulovljena od strane naručenog pecaroša u Australiji čija je usluga iznosila 6 000 funti. Ovo delo je postalo ikona britanske umetnosti devedesetih godina, i simbol britart-a po celom svetu. Izložba je takođe sadržala "1000 godina". Kao rezultat ove predstave, Herst je bio nominovan za Turner-ovu nagradu te godine, međutim ona je pripala Grenville Davey-u.

## Herstova "Nova religija"
Od 2. septembra do 14. oktobra 2016. godine u Muzeju savremene umetnosti Vojvodine u Novom Sadu, prvi put u Srbiji, Dejmijen Herst je predstavljen izuzetno dobro posećenom izložbom svojih grafika i skulptura, pod nazivom "Nova religija".

## Spoljašnje veze
- Zvanični sajt Dejmijena Hersta Архивирано на веб-сајту  (20. јун 2007)
- Life and death and Damien Hirst Channel 4 TV micro site Архивирано на веб-сајту  (9. мај 2006)
- Profili umetnika na sajtu White Cube, sa primerima dela
- Video Hirstovih kontroverznih komentara o 11. septembru na BBC-u
- Damien Hirst's Pharmacy on Tate interactive site Архивирано на веб-сајту  (22. јун 2008)
- The Joe Strummer Foundation for New Music
- 11 The Quay restaurant Архивирано на веб-сајту  (4. децембар 2020)
- Sajt obožavaoca Dejmijana Hersta Архивирано на веб-сајту  (3. септембар 2011)
- Profile of Kim Chang-Il Архивирано на веб-сајту  (24. децембар 2007)
- Hirst's Shark Tank by the Little Artists
- otherCRITERIA - Damien Hirst's publishing company Архивирано на веб-сајту  (28. јануар 2021)
- Damien Hirst at Gagosian Gallery Архивирано на веб-сајту  (10. март 2021)
- Plagiarism claims Архивирано на веб-сајту  (17. мај 2011)
- An article on a pathology book, from which Hirst got many of his ideas Архивирано на веб-сајту  (14. октобар 2007)